# Wegekreuz Sarmersbach

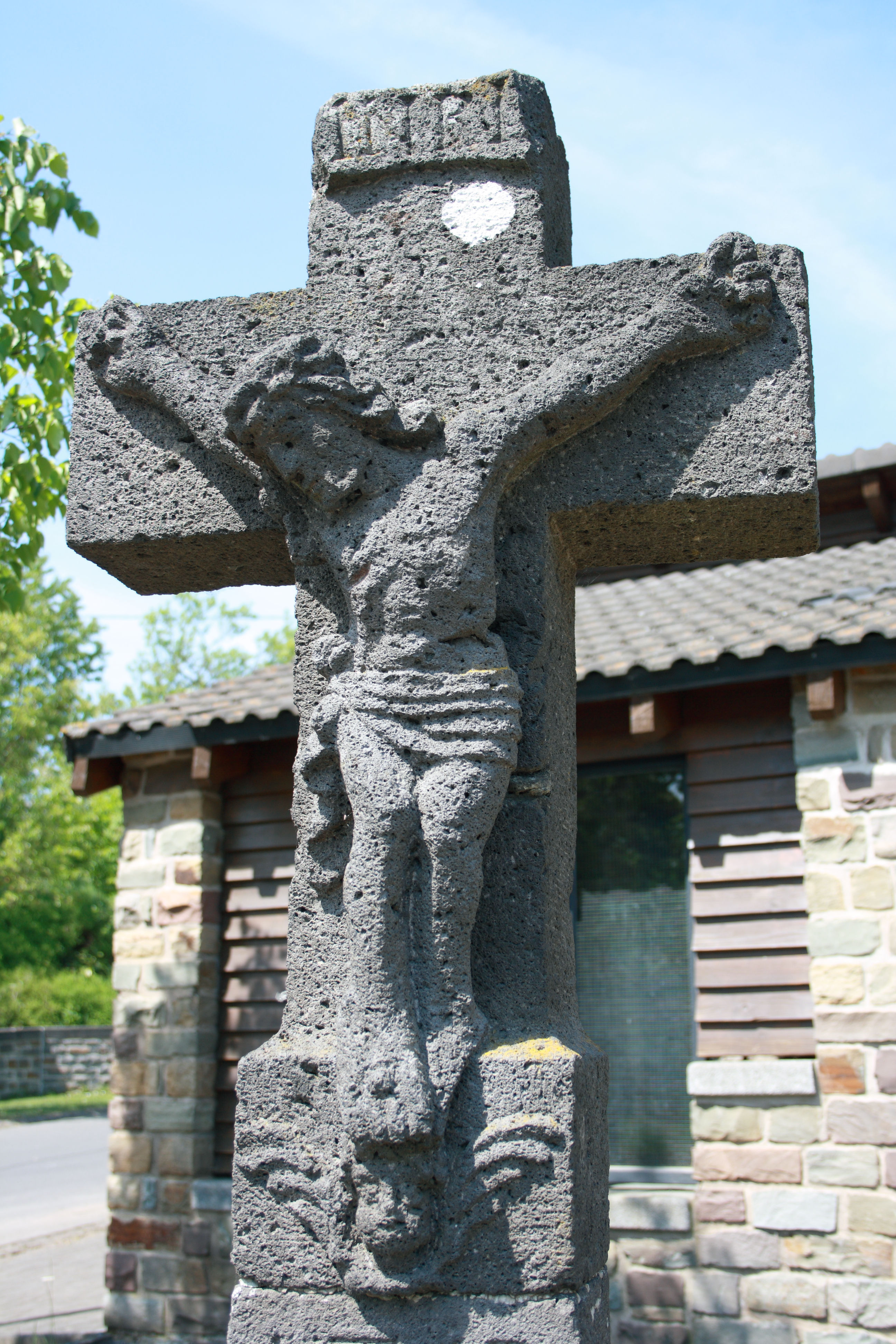
Kreuzigung Christi mit Engel zu Füßen

Das Wegekreuz in Sarmersbach, einer Ortsgemeinde im Landkreis Vulkaneifel in Rheinland-Pfalz, ist ein Flurkreuz, das mit der Jahreszahl 1762 bezeichnet ist. Das Wegekreuz ist ein geschütztes Kulturdenkmal. Das Wegekreuz aus Basalt befindet sich an der Hauptstraße/Ecke Bergstraße in zentraler Lage des Dorfes.
Die Inschrift auf dem Kreuzschaft lautet: „1762 NICOL AS AN EN.A. BARB ARA. S.H.F. JOHAN ANTO NIVS ANEN ANNA MARIA S.H.F. 1762 - Nikolas An(n)en - A. Barbara . S. H. F. Johann Antonius An(n)en - Anna Maria - S. H. F.“ Es werden die Stifter Nikolas Annen und seine Frau Anna Barbara mit anderen Verwandten, möglicherweise Kindern, genannt.
Johann Anton ANNEN & und seine Frau Anna Maria SCHEID errichteten das Kreuz im Jahr 1762 als sein einziger Bruder Nicolaus ANNEN starb. Nicolaus’ Frau (Barbara Anna SCHEID, die Schwester von Anna Maria) starb 1761 und ihre älteste Tochter Margarethe 1762 ebenso. Das die Brüder und Schwestern sich sehr nahestanden bezeugt auch das sie 1745 an aufeinander folgenden Tagen geheiratet hatten.